# バイエルン陸軍省
座標: 北緯48度08分47秒 東経11度34分47秒 / 北緯48.14639度 東経11.57972度
バイエルン陸軍省（ドイツ語: Bayerisches Kriegsministerium）は、バイエルン王国に存在した行政省庁の一つ。バイエルン国王マクシミリアン1世によって1808年10月1日に設立された。

## 概要
バイエルン陸軍省は、1620年に設立されたバイエルン宮廷軍事局の後進として設けられた。設立当初は兵員省の名を冠しており、陸軍省と正式に呼ばれるようになったのは1825年のことである。
1801年から1817年の間バイエルン陸軍の最高指揮権は国王マクシミリアン1世が握っており、1817年に初代陸軍大臣のヨハン・ネポムク・フォン・トゥリーヴァが指揮権を受けたが、財務面などは自由にできなかった。1822年、マクシミリアン1世によりバイエルン陸軍の参謀総長にカール・フィリップ・フォン・ヴレーデが付けられ、財務面も省庁付きとなった。1829年以降正式に陸軍大臣へバイエルン陸軍の全権が譲られた。軍の指揮権を掌握した陸軍省の責任は、他国の陸軍省とは比べ物にならないほどに増大していた。1918年に王国が崩壊すると、陸軍省は軍事省へと変わった。
1919年のヴァイマル憲法により軍事省は解体された。バイエルン陸軍はドイツ国大統領指揮下のヴァイマル共和国軍へと吸収された。1919年9月まで、旧陸軍省にはバイエルン陸軍司令部が置かれていた。

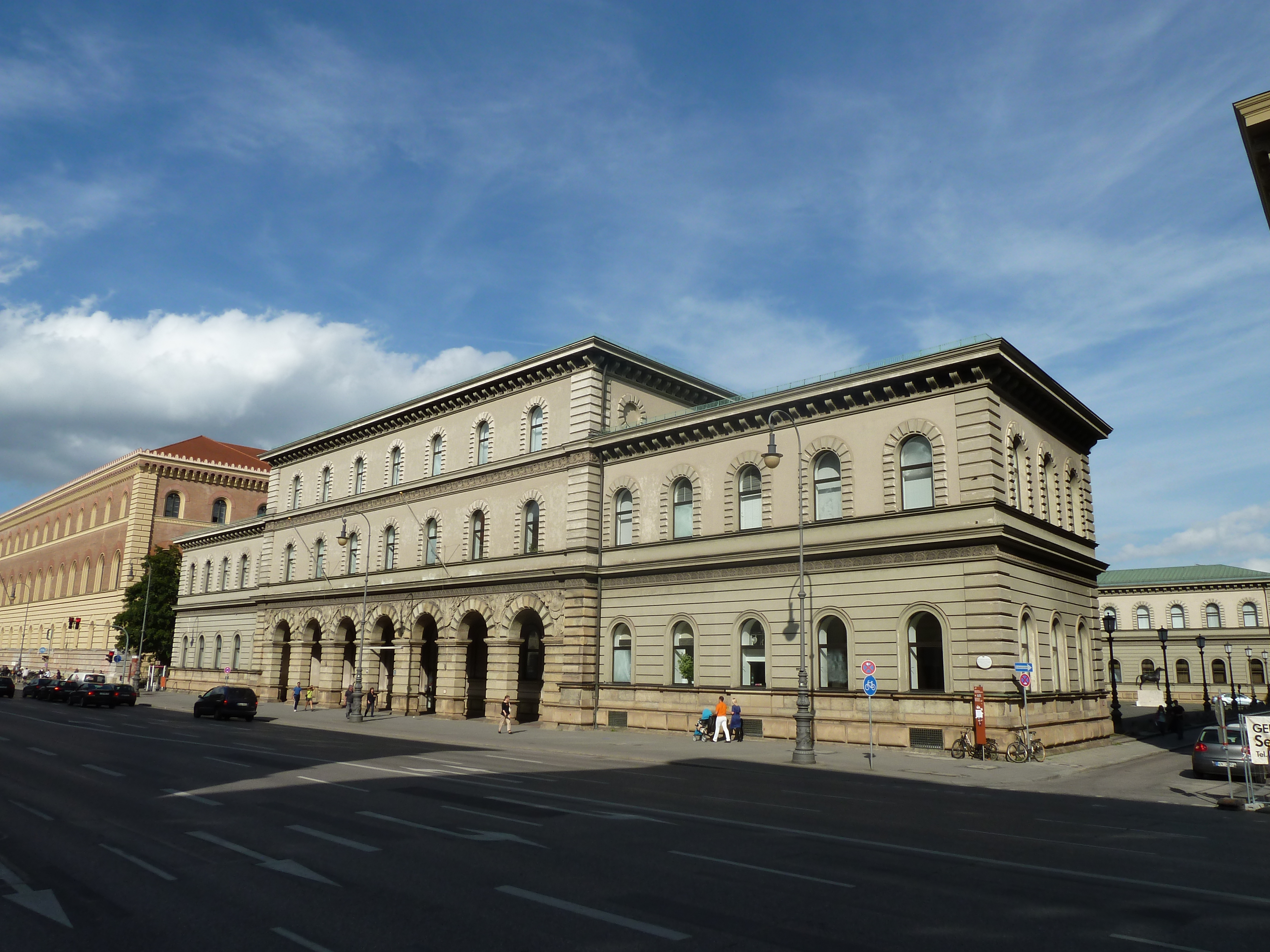
バイエルン陸軍省庁舎の現在

1824年から1830年にかけてレオ・フォン・クレンツェによって建築された陸軍省の建物は現存しており、現在はバイエルンの公共記録事務所が入っている。